# Biblioteca Suzzallo
Biblioteca Suzzallo es la biblioteca central de la Universidad de Washington en Seattle, y quizás el edificio más reconocible del campus. Lleva el nombre de Henry Suzzallo, quien fue presidente de la Universidad de Washington hasta que renunció en 1926, el mismo año en que se completó la primera fase de la construcción de la biblioteca. La biblioteca pasó a llamarse después de su muerte en 1933.

## Arquitectura

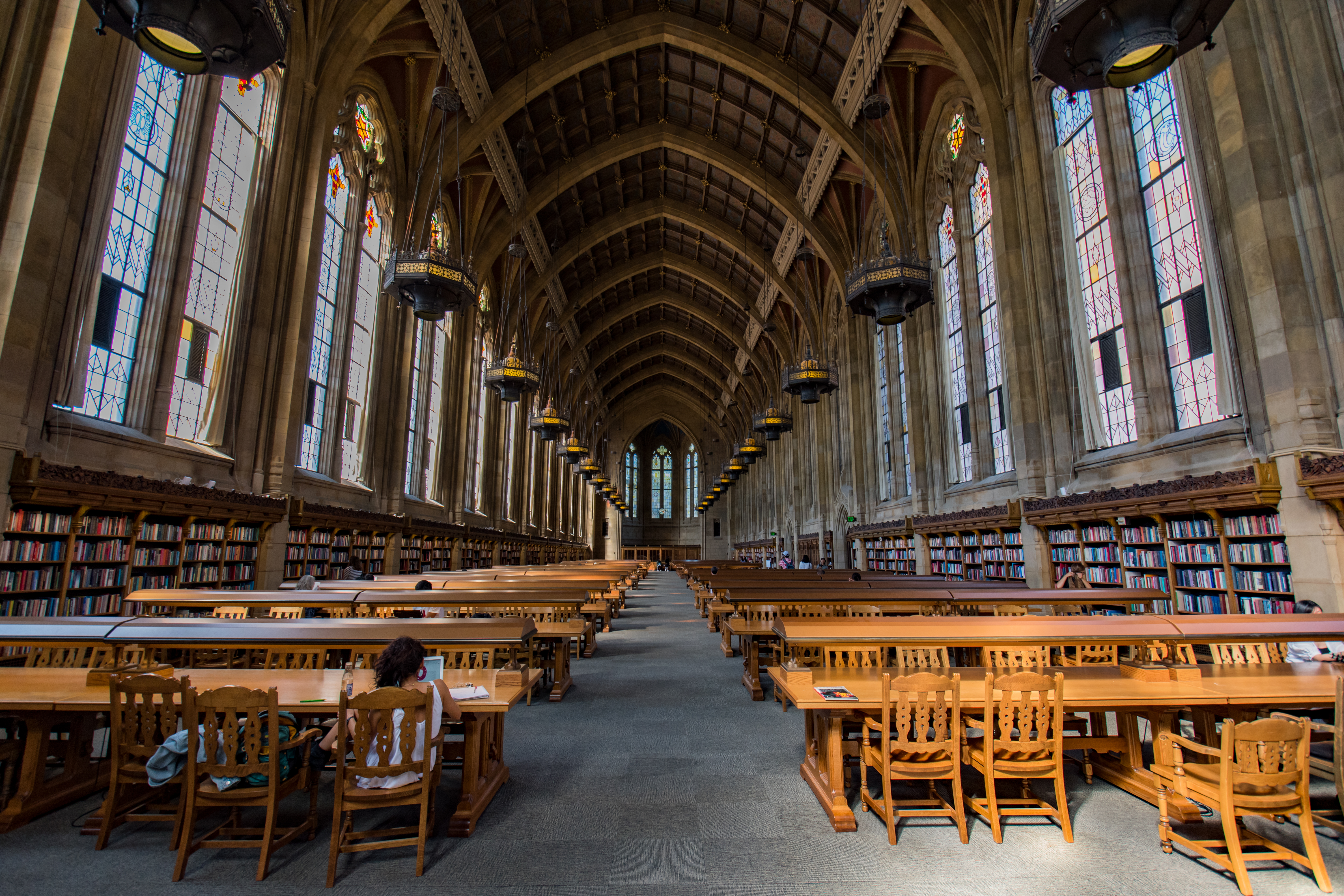
Sala de lectura para graduados en la biblioteca Suzzallo.

Los arquitectos originales de la biblioteca, Charles H. Bebb y Carl F. Gould, pidieron tres estructuras construidas en estilo gótico colegial y dispuestas en un triángulo aproximadamente equilátero con un campanario en el centro. La propuesta de 300 pies (91,4 m) de campanario, sin embargo, nunca se construyó. Un bajorrelieve de terracota de este plano, con el campanario, todavía se puede encontrar en la pared fuera de la entrada noreste del Smith Hall.
La primera fase, finalizada en 1926, construyó el ala que forma la cara oeste del triángulo. Su fachada domina el lado este de la Plaza Central de la universidad, más conocida como Plaza Roja. El ala sur, la segunda fase de construcción, se completó en 1935. Parte de esta segunda fase agregó un piso entre el primer y segundo piso del edificio original, y la gran escalera curva a cada lado de lo que antes era una rotonda. Los planos originales para la tercera ala de la biblioteca, completados en 1963, fueron revisados extensamente, ya que en ese momento la Universidad se había alejado en gran medida de su estilo arquitectónico anterior y había adoptado en su lugar formas modernistas de hormigón y vidrio. Una cuarta y última adición se completó en 1990 con el ala de la Biblioteca Kenneth S. Allen, llamada así por el padre del cofundador de Microsoft, Paul Allen; quien fue director asociado del sistema de bibliotecas de la Universidad de 1960 a 1982. Entre los años 2000 y 2002, la Biblioteca Suzzallo se sometió a una amplia remodelación para fortalecer la integridad de la estructura como medida de precaución contra los efectos de un terremoto. Permaneció abierto al público durante todo el proceso de renovación, aunque algunas secciones estuvieron cerradas por períodos de tiempo.

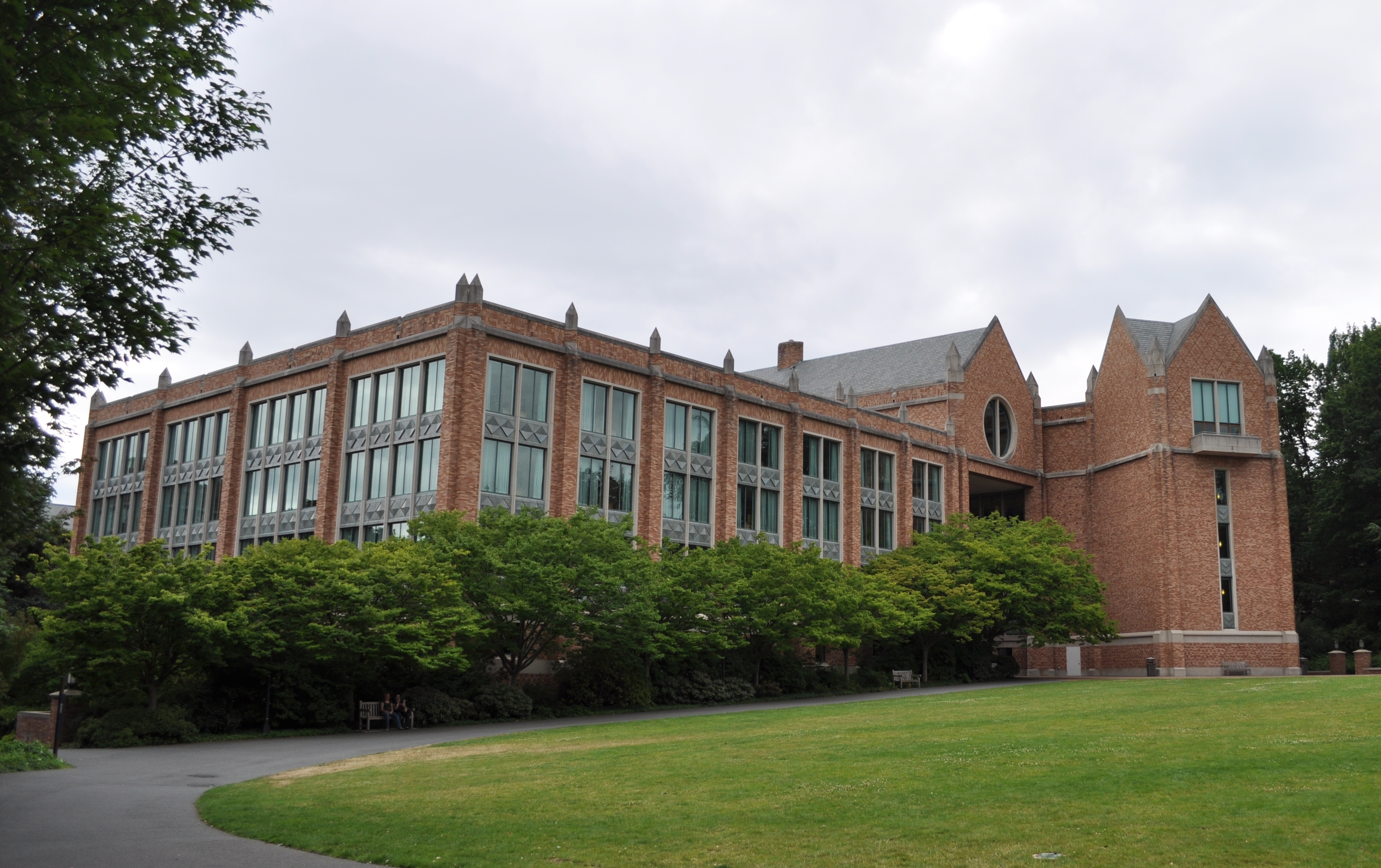
Biblioteca Allen.

La sala de lectura para graduados de 250 pies (76 m) de largo, 52 pies (16 m) de ancho y 65 pies (20 m) de alto presenta bloques y detalles de sillar en las paredes de piedra fundida, y estanterías de roble cubiertas con frisos de plantas nativas tallados a mano, bajo un techo abovedado de madera pintado y estarcido. Las altas ventanas emplomadas cuentan con paneles de vidrio tintado de 35 pies que reproducen marcas de agua del Renacimiento. En los oriels de cada extremo de la sala, los globos del mundo pintados llevan los nombres de los exploradores europeos. La sala de lectura para graduados se extiende por todo el tercer piso del frente oeste de la biblioteca. También se dice que su aspecto distintivo, que recuerda a los grandes salones de las universidades de Oxford y Cambridge, se inspiró en la creencia declarada de Henry Suzzallo de que las universidades deberían ser "catedrales del aprendizaje".
Adornando el exterior de las primeras alas hay esculturas de terracota de Allen Clark de pensadores y artistas influyentes seleccionados por la facultad. Estos incluyen Moisés, Louis Pasteur, Dante Alighieri, Shakespeare, Platón, Benjamin Franklin, Justiniano I, Isaac Newton, Leonardo da Vinci, Galileo Galilei, Johann Wolfgang von Goethe, Herodotus, Adam Smith, Homer, Johann Gutenberg, Ludwig van Beethoven, Charles Darwin y Hugo Grocio. La fachada frontal también está decorada con escudos de piedra de universidades de todo el mundo, incluidas Toronto, Lovaina, Virginia, California, Yale, Heidelberg, Bolonia, Oxford, París, Harvard, Stanford, Michigan, Uppsala y Salamanca. Tres figuras de piedra fundida que representan "Pensamiento", "Inspiración" y "Maestría" se encuentran sobre la entrada principal.

## Colección de la biblioteca
De los 6 millones de volúmenes que componen la colección de Bibliotecas de la Universidad de Washington, aproximadamente 1.6 millones se encuentran en la Biblioteca Suzzallo/Allen. Junto con la colección principal, también hay colecciones de literatura infantil, publicaciones gubernamentales, ciencias naturales y publicaciones periódicas. Las colecciones especiales contienen una colección de libros raros con libros impresos antes de 1801. La colección de Microformas/Periódicos es la colección más grande de materiales de microformas en cualquier Biblioteca de la Asociación de Investigaciones. La Biblioteca Suzzallo también alberga las principales unidades de servicios técnicos de las Bibliotecas de la Universidad de Washington, incluida la División de Servicios Monográficos y la División de Servicios Seriados.